# Ortona dei Marsi
Ortona dei Marsi est une commune de la province de L'Aquila dans la région Abruzzes en Italie.

## Administration
| Période                                  | Période  | Identité            | Étiquette | Qualité |
| ---------------------------------------- | -------- | ------------------- | --------- | ------- |
| 30 mai 2006                              | En cours | Cristiano Bertolini |           |         |
| Les données manquantes sont à compléter. |          |                     |           |         |

### Hameaux
Aschi alto, Sulla Villa, Santa Maria, Cesoli, Carrito

### Communes limitrophes
Anversa degli Abruzzi, Bisegna, Castelvecchio Subequo, Cocullo, Gioia dei Marsi, Pescina, Villalago